# Station Hoogkerk-Vierverlaten
Station Hoogkerk-Vierverlaten is een voormalige spoorweghalte aan de spoorlijn Harlingen - Bad Nieuweschans. De halte lag vlak ten westen van de spoorbrug over het Hoendiep waar deze het Aduarderdiep en het Peizerdiep ontmoeten, in wat nu het industriegebied van Hoogkerk is. De halte werd geopend op 1 juni 1866 onder de naam station Vierverlaten. Deze naam werd in 1910 gewijzigd in de naam: Station Hoogkerk-Vierverlaten. Uiteindelijk werd het station gesloten op 20 mei 1951. Na de sluiting van het personenvervoer was het nog tot begin jaren 70 in dienst voor het goederenvervoer.
Onder de voorgestelde maatregelen bij een verdubbeling van het spoor tussen Groningen en Leeuwarden werd gespeculeerd over heropening van het station. De bewoners lieten zich hier in 2012 positief over uit. De gemeente Groningen reserveerde vervolgens 10 miljoen euro voor een nieuw station. In 2019 bleek echter dat voor de aanleg van een nieuw station de kruising met de Zuiderweg zou moeten verdwijnen. Omdat het ongelijkvloers maken van deze kruising zeer veel geld zou gaan kosten en bovendien iets eerder besloten werd om ook een station te realiseren op het voormalige suikerunieterrein, werd het station door de gemeente vervolgens op de lange baan geschoven en het geld toegekend aan de aanpak van station Groningen.

## Stationsgebouw
Het stationsgebouw werd pas in 1902 gebouwd en in het jaar 1983 afgebroken. Het was een klein gebouw met voornamelijk dienstruimten en een wachtruimte.